# Handianus fartilis
Handianus fartilis är en insektsart som beskrevs av Mitjaev 1975. Handianus fartilis ingår i släktet Handianus och familjen dvärgstritar. Inga underarter finns listade i Catalogue of Life.